# Cesta na tajuplný ostrov 2
Cesta na tajuplný ostrov 2 je pokračováním filmu Cesta do středu Země. Inspirace byla v knihách Dvacet tisíc mil pod mořem a Tajuplný ostrov od Julese Verna, Gulliverovy cesty od Jonathana Swifta a Ostrov pokladů od Roberta Stevensona.

## Příběh
Nejmladší z rodu Andersonů Sean, významný teenagerský verneolog, se odstěhoval od strýce a teď žije se svou matkou a jejím přítelem Hankem v Kanadě. Začne mít oplétačky se zákonem, když zachytí zprávu od svého dědečka a vloupá se do radiostanice aby ji lépe zachytil. Zpráva je zakódovaná, ale s pomocí Hanka ji Sean rozluští. Hank taky najde souřadnice, ze kterých byla zpráva poslána. Sean se chce na místo vydat, protože si myslí, že by se tam mohl nacházet Vernův Tajuplný ostrov. Chtějí si najmout nějakou loď, ale všichni je odmítnou až na pilota Gabata a jeho dceru Kailani. Při letu helikoptérou se dostanou do oka hurikánu, kde se zřítí. Opravdu se dostali na Tajuplný ostrov. Když se vydávají k doutnajícímu ohništi, rozbijí několik vajec obří ještěrky. Ta je pronásleduje, ale zažene ji Seanův dědeček Alexander. Ten je zavede do svého domu. Už od začátku se Alexander hádá s Hankem. Alexander ještě ostatní vezme do ztracené Atlantidy. Hank zjistí, že se ostrov potápí. Na cestu z ostrova proto mají jen několik dní. Jediná naděje je dostat se na druhý konec ostrova pro ponorku Nautilus. Navíc vybuchuje i Zlatá hora.

## Obsazení
- Sean - Josh Hutcherson
- Alexander - Michael Caine
- Hank - Dwayne Johnson
- Gabato - Luis Guzmán
- Kailani - Vanessa Hudgens
- Liz - Kristin Davis